# Financieel hefboomeffect
Het financiële hefboomeffect, ook wel degree of financial leverage genoemd, komt voort uit de aanwezigheid van vaste financiële kosten. De financiële hefboomwerking maakt gebruik van de vaste financiële kosten voor het vergroten van de effecten op het bedrijfsresultaat c.q. EBIT en de winst per aandeel in het bedrijf. Een stijging van het EBIT leidt door het gebruik van vaste financiële kosten tot een meer dan gemiddelde stijging van de winst per aandeel van het bedrijf. Een daling van het EBIT werkt vice versa op de winst per aandeel.
{\displaystyle \mathrm {financi{\ddot {e}}le~hefboomwerking} ={\frac {\text{EBIT}}{{\text{EBIT}}-{\text{rentekosten}}-({\text{preferente aandelen}}\times {\frac {1}{1-{\text{belastingtarief}}}})}}}